# Lupin III: La mentira de Mina Fujiko
Lupin III: La mentira de Fujiko Mine (Japonés: ルパン ザ サード みねふじこのうそ;  Hepburn: Rupan Sansei: Mine Fujiko no Uso?), es la novena película que adapta la historia del manga Lupin III escrito por Monkey Punch. Dirigida por Takeshi Koike y producida por TMS Entertainment, combina los géneros de acción, comedia y aventura y fue estrenada en Shinjuku Wald 9 el 31 de mayo de 2019.

## Argumento
Esta cinta sigue a Fujiko quien está a cargo de Gene, un niño que podría ser la clave para el hallazgo de 500 millones de dólares que su padre malversó de la compañía Godfrey Mining. Esta empresa contrata a Bincam, un asesino que puede manipular los corazones de las personas; para lograr recuperar el dinero.

## Personajes
- Mina Fujiko
- Lupin III
- Jigen Daisuke
- Bincam
- Gene